# Яким Деребанов
Яким К. Деребанов е български общественик, просветен деец и революционер.

## Биография
Яким Деребанов е роден в стружкото село Вевчани, тогава в Османската империя. Представител е на големия род Деребанови. Завършва VI клас в гимназията в Лом. Главен български учител е в Дебър и в Струга в края на XIX и началото на XX век, съосновател на дружеството „Свети Климент Охридски“ в Охрид.
В 1886 година на Илинден в къщата на Климент Заров в Горна Порта в Охрид част от членовете на дружеството „Свети Климент Охридски“ Климент Заров, Антон Кецкаров, Лев Огненов, Никола Чудов, Яким Деребанов, Иван Лимончев, Никола Пасхов, Климент Шуканов и Анастас и Христо Маджарови участват в създаването на революционен кръжок. Членовете на кръжока обикалят селата в Охридската каза и агитират населението да отваря училища, да използва по-активно временното разрешение на османските власти да се въоръжава срещу върлуващите по това време албански разбойници, както и да избягва османските съдилища.
Делегат е от Струга на Първия общ събор на Българската матица в Солун от 20 до 22 април 1910 година.
През учебната 1919 – 1920 година е учител в образувания от сръбските власти Охридски срез. В доклад на сръбски просветен инспектор от май 1920 година Яким Деребанов е посочен като един от учителите, които не говорят сръбски, намират се под българско влияние и затова трябва да бъдат сменени.
Яким Деребанов е автор на описания на Югозападна Македония, на населението ѝ и фолклора му.
Баща е на Владислав Деребанов, който през април 1941 година влиза в основания в Струга Български акционен комитет.